# Grohe
Grohe AG е германски производител на водопроводна арматура със седалище в Хемер и централен офис в Дюселдорф. През 2014 г. Grohe става част от японската Lixil Group. През финансовата 2021/2022 г. компанията генерира консолидирани приходи от продажби в размер на 1,776 млрд. €. В Grohe работят около 7500 души по целия свят.
Grohe се различава от Hansgrohe, друг германски производител на санитарна арматура.

## Дейност
Grohe произвежда смесители и душ комплекти за баня и кухня, автоматични и електронни смесители за обществена и търговска употреба, инсталационни и промивни системи за окачен санитарен фаянс и системи за скрит стенен монтаж.
На Grohe AG се падат около 8 % от световния пазар.
През 2007 г. продажбите на Grohe на санитарна арматура за кухни, вани и душове, автоматична арматура за търговския и обществения сектор, както и на инсталационни и промивни системи, възлизат на около 1,02 млрд. €.
Grohe има шест производствени обекта, два от които са разположени в чужбина – в Португалия и Тайланд. Компанията продава повече от 82 % от продуктите си извън Германия. Около 7500 души работят в компаниите на Grohe по света.
С 26 собствени търговски дружества, 34 дъщерни дружества и свързани независими търговски агенции компанията присъства в повече от 130 държави. Grohe продава продуктите си главно чрез търговци на едро на водопроводни инсталации, на монтажници и търговци на дребно.
Grohe проектира своите продукти в собствен дизайнерски център. През годините компанията е удостоена с някои от най-известните световни награди за дизайн, като "Red dot", "IF design awards" и "Good Design Awards". През септември 2017 г. Grohe е включена в класацията на бизнес списанието Fortune "Change the World" („Промени света“) на компаниите, които се стремят да променят света ("Change the World ranking"). Grohe е една от 50-те компании, чиято стратегия има положително въздействие върху обществото.